# Róbert Litauszki
Róbert Litauszki (sinh 15 tháng 3 năm 1990 ở Budapest) là một cầu thủ bóng đá Hungary hiện tại thi đấu cho Újpest.

## Danh hiệu
Újpest
- Cúp bóng đá Hungary (1): 2013–14